# Manifestació per l'Estatut de 1977
La manifestació per l'Estatut de 1977 va ser una marxa a favor del catalanisme i l'autonomia de Catalunya que va tenir lloc el dia 11 de setembre, en la Diada Nacional de Catalunya d'aquell any. La marxa, que va baixar per Passeig de Gràcia i la Ronda de Sant Pere, va durar unes cinc hores i va acabar al monument a Rafael Casanova. El lema de la manifestació va ser Llibertat, Amnistia, Estatut d'Autonomia. El president de la Generalitat a l'exili, Josep Tarradellas, la va viure des de la distància.
S'emmarca en mig del procés de la transició espanyola i fou la primera autoritzada després de la mort del general Franco a la capital catalana. El 16 de setembre morí Carlos Gustavo Frecher, ferit durant els aldarulls poc abans de les onze de la nit de la Diada.
Té el precedent de la Diada Nacional de Catalunya de 1976 a Sant Boi de Llobregat que fou el primer acte permès de recuperació d'aquesta simbòlica data pel catalanisme.